# Mentophilonthus ochrigonalis
Mentophilonthus ochrigonalis – gatunek chrząszcza z rodziny kusakowatych i podrodziny Staphylininae.
Gatunek ten został opisany w 1962 roku przez C. E. Tottenhama jako Philonthus ochrigonalis. Jako miejsce typowe wskazał on lokalizację 18 km na wschód od Yirol w południowym Sudanie. Do rodzaju Mentophilonthus przeniósł go w 2009 roku Lubomír Hromádka, dokonując jego redeskrypcji.
Kusak o ciele długości od 9,6 do 10 mm. Głowa czarna z rudożółtymi panewkami czułków i brzegiem nadustka, brązowożółtą wargą górną oraz ciemnobrązowymi głaszczkami i żuwaczkami. Czułki brązowoczarne ze spodem pierwszego członu żółtawym. Przedplecze czarnobrązowe; w każdym z jego rowków grzbietowych po dwa punkty. Pokrywy czarnobrązowe z brązowożółtym szwem i białożółtymi kątami tylnymi i epipleurami; ich powierzchnie delikatnie i gęsto punktowane. Odwłok czarnobrązowy. Odnóża brązowożółte z przyciemnionymi wewnętrznymi stronami stóp.
Chrząszcz afrotropikalny, znany z Republiki Środkowoafrykańskiej i Sudanu.